# Colignonia rufopilosa
Colignonia rufopilosa är en underblomsväxtart som beskrevs av Carl Ernst Otto Kuntze. Colignonia rufopilosa ingår i släktet Colignonia, och familjen underblomsväxter. Inga underarter finns listade i Catalogue of Life.